# Saint-Alphonse-Rodriguez
Saint-Alphonse-Rodriguez (AFI: /sɛ̃talfɔ̃nsᴚɔdᴚigɛz/), antiguamente Mission Bienheureux-Alphonse-de-Rodriguez, Mission Bienheureux-Alphonse-Rodriguez y Saint Alphonse-de-Rodriguez, es un municipio perteneciente a la provincia de Quebec en Canadá. Forma parte del municipio regional de condado (MRC) de Matawinie en la región administrativa de Lanaudière.

## Geografía
Saint-Alphonse-Rodriguez se encuentra en un valle del macizo de Laurentides, en la parte sur de Matawinie, 32 kilómetros al noroeste de Joliette, capital de Lanaudière. Limita al noreste con Sainte-Béatrix, al sureste con Sainte-Marcelline-de-Kildare, al sur con Rawdon, al suroeste con Chertsey y al noroeste con Saint-Côme. Su territorio ocupa un rectángulo de una superficie total de 104,66 km², de los cuales 98,26 km² son tierra firme. El  río Rojo (Rivière Rouge) atraviesa el municipio. El territorio contiene 38 estanques como los lagos Pierre, Cloutier, Long, Stevens, Loyer, Crépeau, Gareau, Bastien, Marchand y Rojo.

## Urbanismo
Varios poblaciones se encuentran en el territorio, cuyo el pueblo de Saint-Alphonse-Rodriguez, Corcoran, Lac-Marchand, Lac-Louise, Riche-en-Bois, Lac-Long y Lac-Vert-Sud. El pueblo se encuentra al cruce de la ruta de Sainte-Béatrix (carretera colectora  QC 337  norte), que va a Sainte-Béatrix y a Saint-Jean-de-Matha al este, y de la carretera colectora  QC 343 , la cual se dirige hacia Saint-Côme y Sainte-Émélie-de-l'Énergie al norte y hacia Sainte-Marcelline-de-Kildare y Joliette al sur. La ruta de Rawdon (carretera colectora  QC 337  sur) une Lac-Marchand a Rawdon al suroeste. El 4e Rang, carretera local, va hasta Chertsey al oeste.

## Historia
Hacia 1840, irlandeses y acadianos originarios de Rawdon y de Saint-Jacques-de-l'Achigan desbrozaron el territorio. La parroquia católica de Bienheureux-Alphonse-Rodriguez fue creada hacia 1843, por escisión de Saint-Ambroise-de-Kildare, a partir de la parte noroeste del territorio del cantón de Kildare y de una parte del cantón de Cathcart. Su nombre honra a Alonso Rodríguez, beatificado  en 1825 y canonizado en 1888. El municipio de parroquia de Bienheureux-Alphonse-de-Rodriguez fue instituido en 1855. En 1991, el municipio corrigió su nombre por el de Saint-Alphonse-Rodriguez.

## Política
Saint-Alphonse-Rodriguez es un municipio formando parte del MRC de Matawinie. El consejo municipal se compone del alcalde y de seis consejeros representando seis distritos territoriales. El alcalde actual (2016) es Robert W. Desnoyers, el cual sucedió a Louis Yves LeBeau en 2009.
|                   | 2005-2009                     | 2009-2013                          | 2013-2017           |
| Alcalde           | Louis Yves LeBeau             | Robert W. Desnoyers                | Robert W. Desnoyers |
| 1 - Lac-Pierre    | Stéphanie Lafrenière          | Réjean Lafond#                     | Réjean Lafond#      |
| 2 - Riche-en-Bois | Véronique Brunelle            | Daniel Girard#                     | Daniel Girard#      |
| 3 - Corcoran      | François Poulin               | Yves Marinier#                     | Jean Ouellet        |
| 4 - Lac-Marchand  | Réjean Lafond* Michel Bélec** | Michel Bélec* Isabelle Perreault** | Isabelle Perreault  |
| 5 – Rivière-Rouge | Guy Lefrançois                | Normand Badeau#                    | Rémi Bélanger#      |
| 6 - L’Assomption  | Luc Gravel                    | Monique Lafrenière#                | Delphine Guinant#   |

Nota: La numeración de los distritos puede ser diferente en 2005. * Consejero al inicio del mandato pero no al fin.  ** Consejero al fin del mandato pero no al inicio. # En el partido del alcalde.
El territorio de Sainte-Alphonse-Rodriguez está ubicado en la circunscripción electoral de Berthier a nivel provincial y de Montcalm  a nivel federal.

## Demografía
Según el censo de Canadá de 2011, Saint-Alphonse-Rodriguez contaba con 3134 habitantes. La densidad de población estaba de 32,0 hab./km². Entre 2006 y 2011 habría amado una disminución de 18 habitantes (0,6 %). En 2011, el número total de inmuebles particulares era de 2363, de los cuales 1529 estaban ocupados por residentes habituales, otros siendo desocupados o residencias secundarias. La población estival asciende a 14 000 personas.
Evolución de la población total, 1991-2016

## Economía
El turismo y veraneo es una actividad económica local importante, incluyendo la cza, la pesca, los deportes acuáticos y los deportes de invierno.